# صوفي يونغهانز
صوفي يونغهانز Sophie Junghans (ولد في ديسمبر 1845 في كاسل - ومات في ديسمبر 1907 في هيلدبورغهاوزن) هي أديبة ألمانية.

## حياتها
كان أبوها يوستوس يونغهانز مستشارا في بلاط أمير هسن الناخب. تلقت تعليما راقيا وثقافة واسعة عبر إقامتها لعدة سنوات في برلين وإنجلترا وإيطاليا. تزوجت في عام 1877 من يوزف شومان البروفيسور في المعهد التقني في روما، وعاشت منذ 1878 مرة أخرى في كاسل.
وبعد أن نشرت مجموعتها الشعرية «قصائد» في عام 1869 وكذلك مجموعتها القصصية «ساعات منقضية» لايبزج 1871 و «مليء بالسعادة والألم» يينا 1873، اكتسبت شهرة واسعة من خلال حيوية أسلوبها وقوة شخصيات رواياتها: «كيته، قصة فتاة عصرية» 1876، و«بيت إيكبيرج» وهي رواية ترسم صورة للأخلاق في فترة الثلاثين عاما ونشرت في 1878.